# Bussning av elever (desegregering)

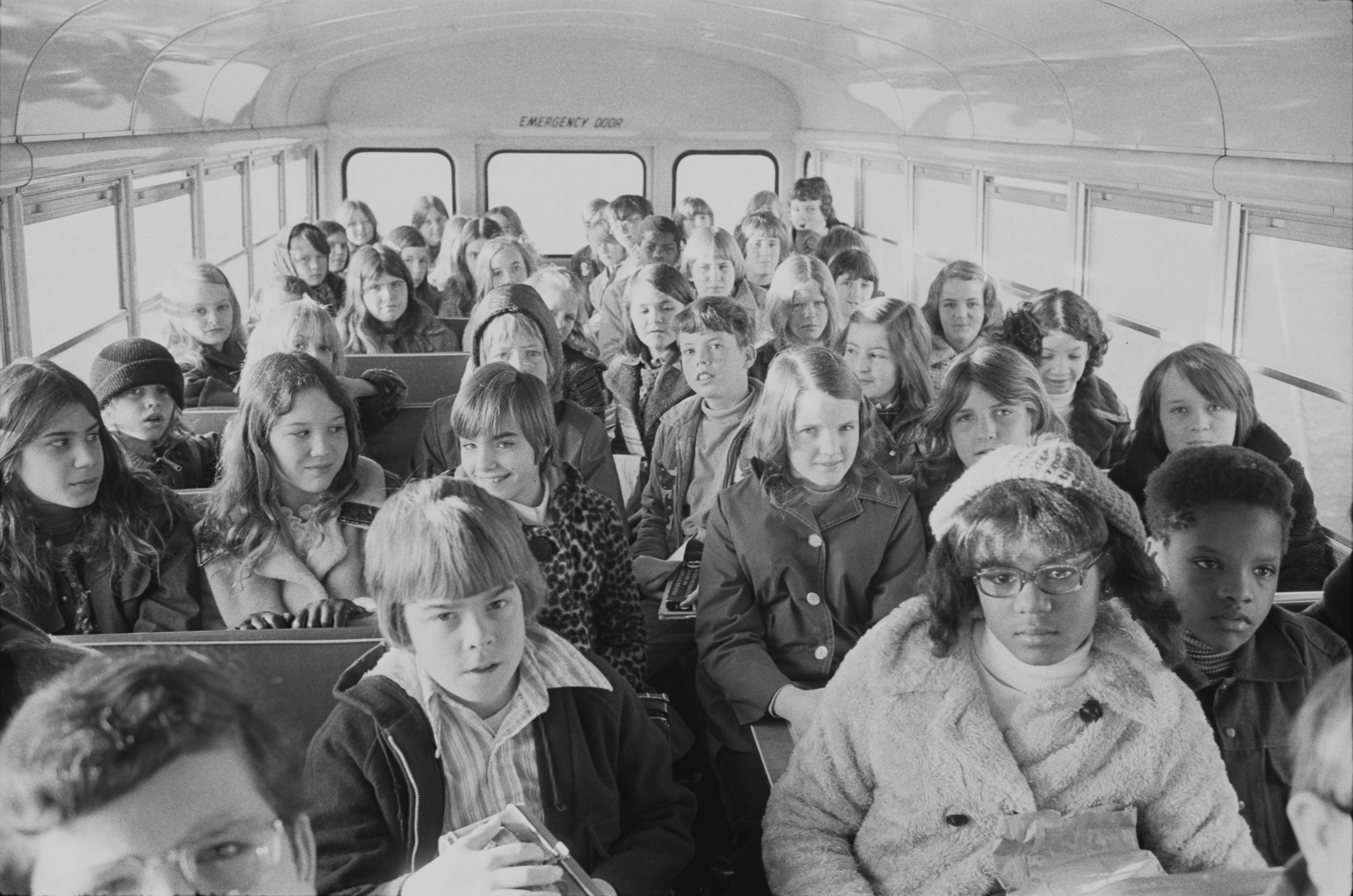
Skolelever i en skolbuss i Charlotte, North Carolina, februari 1973

Bussning (busing, av engelska bus, "buss", även desegregation busing eller, av kritiker mot verksamheten: forced busing, för att betona metod och syfte) var en reform för desegregering, som nyttjades av vissa skoldistrikt i flera av USA:s delstater, i linje med medborgarrättsrörelsens strävanden, några år efter domstolsutslaget Brown mot skolstyrelsen i maj 1954.
Metoden gick ut på att genom en central myndighet, oftast delstats- eller countymyndigheter, transportera barn från förment välbärgade och välutbildade områden till sämre renommerade skolor på större avstånd och tvärtom; detta för att blanda barn från olika socioekonomiska bakgrunder i högre utsträckning inom det offentliga utbildningsväsendet och därmed förhindra att vissa skolor och elever fick större uppmärksamhet och mer resurser, medan de vars föräldrar hade sämre erfarenhet av högre utbildning (och oftare tillhörde minoriteter) ofta fick sämre resurser. Bussning, som även användes i relativt desegregerade nordstater, blev oerhört kontroversiellt även av segregationsmotståndare, då det ansågs låta samvetsfrågor gå ut över barnens intressen och reducerade dessa till brickor i ett spel mellan ideologiska intressegrupper.
I Danmark har man begränsat det fria gymnasievalet och infört bussning. Förslaget är en tvångsfördelningsmodell som innebär att över 4 000 elever måste byta skola jämfört med tidigare. De kommer bland annat fördelas utifrån föräldrarnas inkomster. 

## Bussning i Sverige
Under 2000-talet har bussning av elever mellan olika slags stadsdelar inletts även i flera svenska kommuner, till exempel i Malmö och Göteborg, och skapat en viss samhällsdebatt liknande den i USA. Trollhättan bussade 300 elever från det utsatta området Kronogården till fem olika skolor i andra delar av kommunen under 2021.